# 班布里奇區
班布里奇區 （Banbridge District Council；愛爾蘭語：Comhairle Ceantair Dhroichead na Banna）是北愛爾蘭的一個區，位於北愛北部。面積453平方公里，2006年人口 45,500人。區行政中心為班布里奇。